# Altenhof (bei Eckernförde)
Altenhof (niederdeutsch: Oldenhave und Olenhoff, dänisch neben Altenhof auch Celmerstorp) ist eine Gemeinde im Kreis Rendsburg-Eckernförde in Schleswig-Holstein. Aschau (dänisch Askov; plattdeutsch: Aschow), Kiekut (dän.: Kikud) und Schnellmark (dän.: Snelmark) liegen ebenso im Gemeindegebiet wie das Gut Altenhof. Fast die gesamte Gemeindefläche gehört zum „Landschaftsschutzgebiet Küstenlandschaft Dänischer Wohld“.

## Geografie und Verkehr

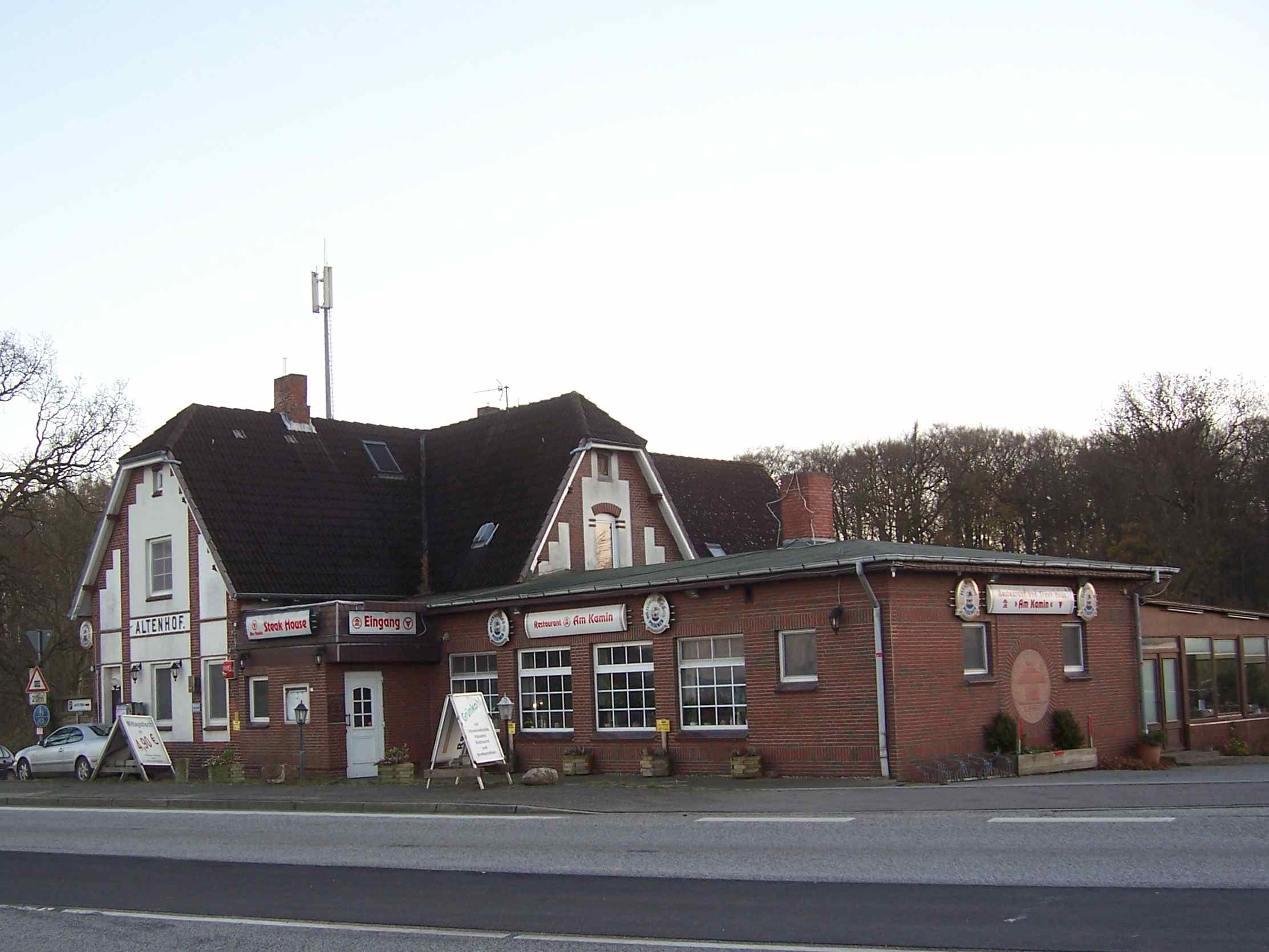
Ehemaliger Bahnhof

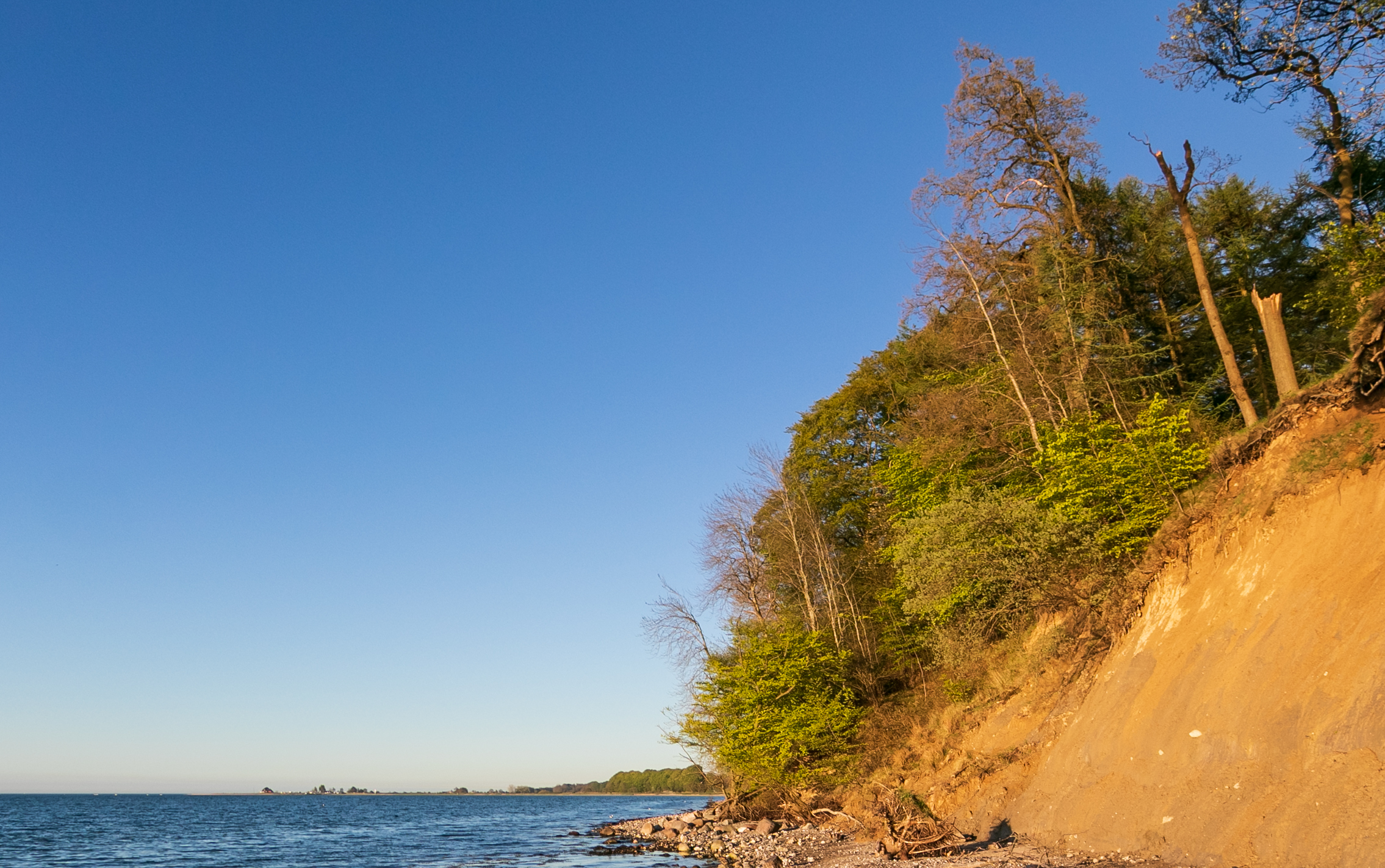
Ostsee-Steilküste zwischen den Ortsteilen Kiekut und Aschau

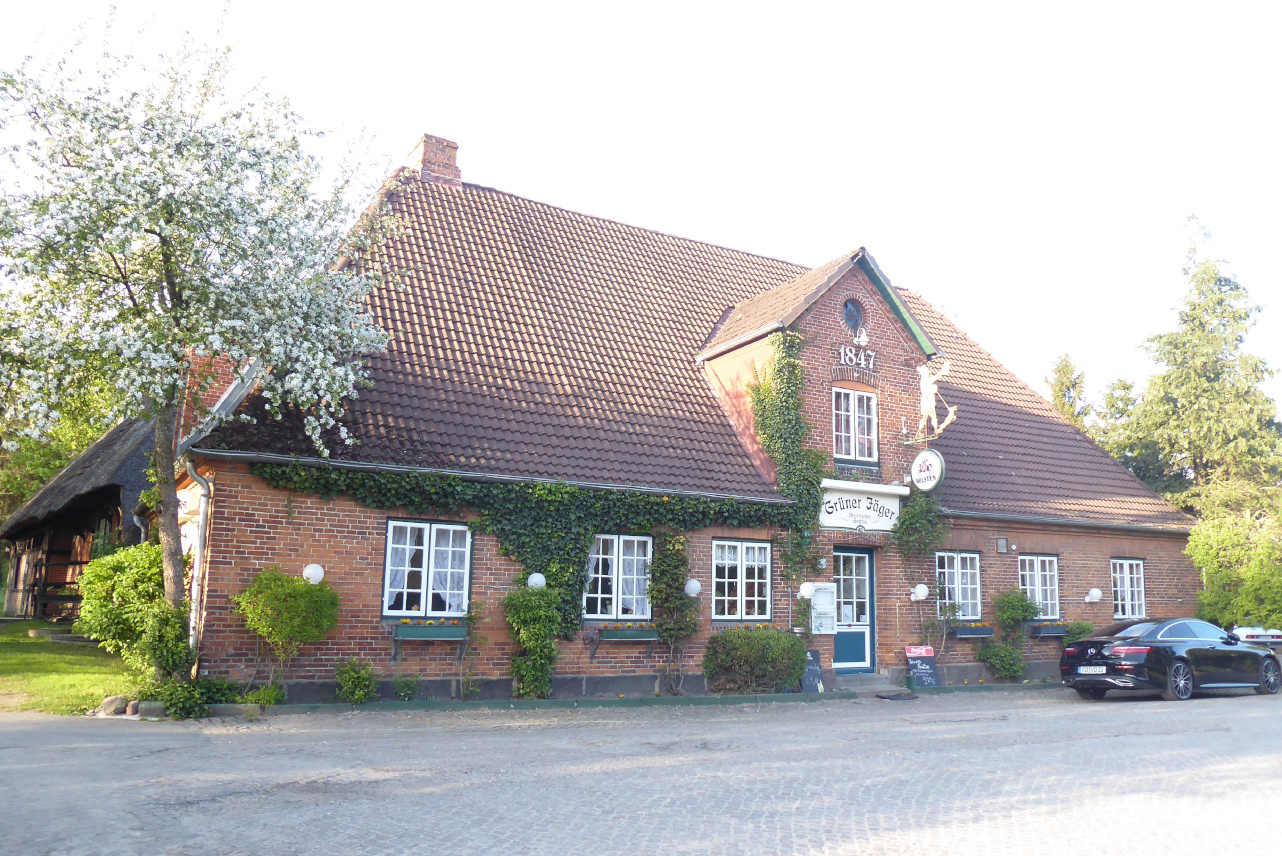
Grüner Jäger Altenhof

Altenhof liegt südöstlich von Eckernförde an der Bundesstraße 76 sowie der Bahnstrecke Kiel–Flensburg und an der Eckernförder Bucht. Die Bedienung des Altenhofer Bahnhofs wurde 1987 eingestellt.

## Ortsteile
Ortsteile der Gemeinde sind gemäß Angabe der Gemeinde insgesamt: Altenhof (mit dem Gut Altenhof), Altenhof-Bahnhof, Aschau (mit Aschauhof und Kronsort), Grüner Jäger, Hofholz, Jordanschule, Kiekut, Schmeerhörn und Schnellmark. Die Orte Brunnenbek und Mövenberg fehlen in dieser Auflistung.

## Geschichte

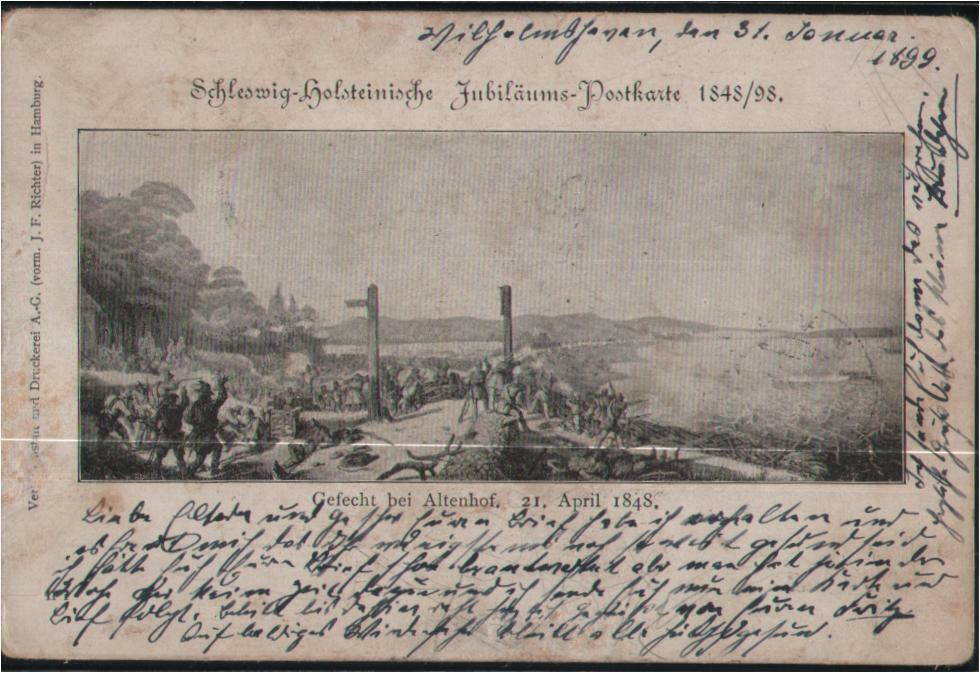
Das Gefecht bei Altenhof auf einer Jubiläumspostkarte aus dem Jahr 1898

Archäologische Funde belegen eine Besiedlung des Gemeindegebiets in der Mittelsteinzeit. Aus der Jungsteinzeit sind Hügelgräber erhalten. Im Ort liegen die erhaltenen Großsteingräber Altenhof 1, Altenhof 2, Altenhof 4 und Altenhof 5.
Der Ort wurde erstmals 1410 als Oldenhave (alter Hof) erwähnt. Altenhof entstand auf der Feldmark eines bereits 1295 erwähnten Dorfes Celmerstorp (auch: Selmerstorp, Selmsdorf, Seltendorf). Das Dorf Celmerstorp wurde noch 1609 erwähnt und ist erst Mitte des 17. Jahrhunderts aufgrund einer Pestepidemie aufgelöst worden. Über mehrere Generationen bestanden also Altenhof und Celmerstorp nebeneinander. Am 21. April 1848 fand in Strandnähe Altenhofs und Sandkrugs das Gefecht bei Altenhof zwischen der Königlich Dänischen Infanterie und Truppen des v. d. Tann'schen Freicorps statt, an die heute noch ein Gedenkstein im Ortsteil Schmeerhörn (damals: Strandwache) erinnert. Nach dem Zweiten Weltkrieg war das Altenhofer Herrenhaus die Residenz des britischen Regional Commissioner (ab 1946) bzw. Land Commissioner (ab 1949) von Schleswig-Holstein; der Dienstsitz befand sich im sogenannten Somerset-House in Kiel.
Aschau, die Ansiedlung an der Eschen-Au (heute Kronsbek), wurde im Jahr 1506 erstmals urkundlich erwähnt. Als Gut hat es in den Jahren 1554 bis 1931 bestanden.

## Politik

### Gemeindevertretung
Bei der Kommunalwahl am 14. Mai 2023 wurden insgesamt neun Sitze vergeben. Die Kommunalpolitische Wählervereinigung Altenhof erhielt fünf Sitze und die Altenhofer Bürgervereinigung erhielt vier Sitze.

### Bürgermeister
Siegfried Brien von der ABV löste 2018 Andreas Moll von der KWA als Bürgermeister ab.

### Wappen
Blasonierung: „Von Silber und Rot im Zinnenschnitt schräglinks geteilt. Oben und unten jeweils ein schräggestelltes Eschenblatt in verwechselten Farben, das rechte gestürzt.“
Der Inhalt des Wappens ist auf historische und sprachliche Gesichtspunkte abgestellt und vereinigt – insbesondere in Gestalt der verwendeten Figuren – Hinweise sowohl auf den Ortsteil Altenhof als auch auf den Ortsteil Aschau. Das Gut Altenhof befindet sich seit Jahrhunderten im Besitz der adeligen Familie von Reventlow, heute durch Heirat Familie von Bethmann-Hollweg. Aus dem Reventlow'schen Familienwappen sind die Farben Rot und Weiß sowie der (schräge) Zinnenbalken entnommen. Die erste Wortsilbe im Ortsnamen Aschau bedeutet „Esche“ (= Asch). Als Aussageform eines „redenden“ oder „sprechenden“ Wappens enthält das Wappen je ein Eschenblatt. Die Gemeinde besteht aus zwei (Haupt)-Ortslagen, die jeweils durch ein Blatt dargestellt werden.

### Patenschaft
Seit 1990 besteht eine enge Patenschaft zu Altenhof am Werbellinsee, heute ein Teil der Gemeinde Schorfheide in Brandenburg.

## Industrie

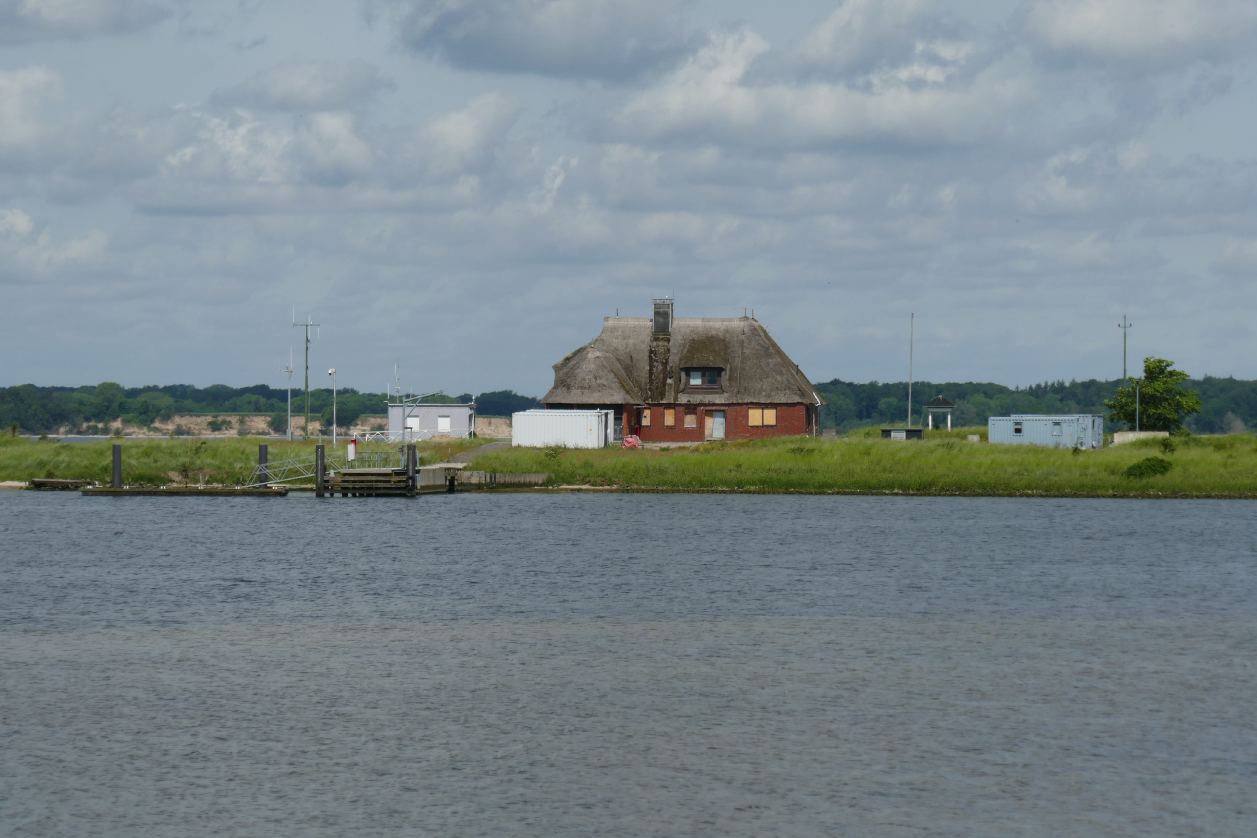
Wehrtechnische Dienststelle 71, Außenstelle Aschau

In Aschau befindet sich eine Außenstelle der Wehrtechnischen Dienststelle 71 der Bundeswehr.

## Sehenswürdigkeiten

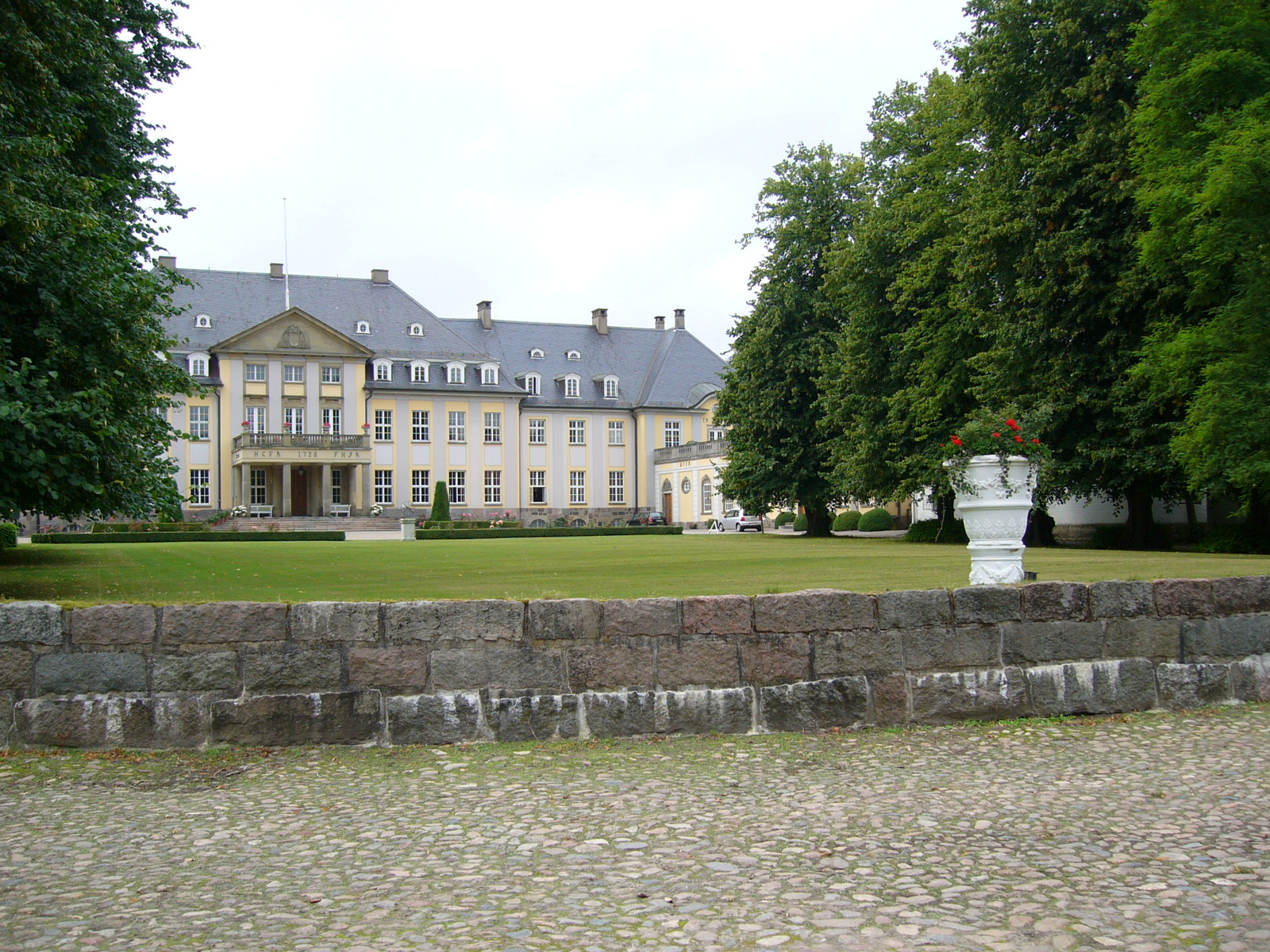
Das Herrenhaus in Altenhof

Zu den Sehenswürdigkeiten in Altenhof gehört vor allem das Herrenhaus auf dem Gut Altenhof. In der Liste der Kulturdenkmale in Altenhof (bei Eckernförde) stehen die in der Denkmalliste des Landes Schleswig-Holstein eingetragenen Kulturdenkmale.

## Söhne und Töchter (Auswahl)
- Friedrich Karl von Reventlow (1755–1828), Diplomat
- Wilhelm Johannsen (* 1897 in Schnellmark; † 1938 in Wilhelmshaven), Maler, Grafiker und Kunsterzieher